# Januario Salgar
Januario Salgar Moreno (Bogotá, 24 de septiembre de 1827-Bogotá, 24 de mayo de 1901) fue un abogado, político y educador colombiano, miembro del Partido Liberal Colombiano y representante del radicalismo.
Salgar ocupó varios cargos públicos: Fue Secretario (Ministro) de Hacienda entre 1869 y 1871 y de nuevo en 1877, así como Secretario de Guerra Encargado en 1876. También fungió como rector de la Universidad Nacional de Colombia. Era el hermano del político Eustorgio Salgar.